# Tramways d'Eure-et-Loir
Les Tramways d'Eure-et-Loir (TEL) sont un ensemble de lignes de chemin de fer à voie métrique exploitées entre 1899 et 1937. Ce réseau d'intérêt local long de 210 km devait permettre le désenclavement de certaines localités à l'écart des lignes à voie normale des compagnies de l'Ouest et de l'État. Il ambitionnait aussi de fournir un service urbain dans l'agglomération chartraine. Concédé au groupe Verney dans un premier temps, le réseau sera confié en 1929 à la Société générale des transports départementaux (SGTD) avant de disparaître en 1937.

## Situation du réseau
De par sa géographie, l'Eure-et-Loir est un département de passage traversé par de nombreux axes de communications. Juste avant 1900, six lignes à voies normale (dont trois radiales) le traversent et les routes nationales sont nombreuses. Le réseau des Tramways d'Eure-et-Loir va venir s'ajouter aux axes de communications existants afin de fournir des relations qui semblent manquer, mais sans véritable étude sur l'opportunité des réalisations, ce qui expliquera en partie la fin prématurée du réseau.
Le réseau a la spécificité de ne pas comporter, à ses débuts, de point commun aux lignes le constituant mais d'être éclaté dans le département. Ne voulant pas faire de concurrence aux grands réseaux, on prévoit donc de concentrer le trafic sur leurs gares. La seconde étape de construction agrandira le réseau en centrant les lignes sur Chartres, Brezolles et Châteauneuf-en-Thymerais.

## Les différentes étapes de construction
Les lignes se sont construites en trois étapes, de plus en plus étalées dans le temps, dont la dernière n'aboutira jamais complètement. Chaque réseau aura ses caractéristiques propres au niveau architectural, matériel employé, armement de la voie...

### Premier réseau
Ces trois lignes ont été étudiées dès 1894. Ce réseau a été mis en service à partir de 1899, à la suite d'une déclaration d'utilité publique du 27 février 1897. La concession au Groupe Baert-Verney suivait une convention du 11 mai 1896.
Il est composé des lignes de:
- Dreux à Brezolles via Laons, ouverte le 8 janvier 1899 (23,8 km) ;
- Saint-Sauveur, sur la ligne Chartres - Dreux, à Châteauneuf-en-Thymerais, ouverte le 22 janvier 1899 (4,1 km) ;
- Lèves à Bonneval, ouverte le 10 avril 1899 (32,9 km).

Il était prévu un service adapté à chaque ligne, jusqu'à 3 aller-retour sur Dreux - Brezolles, 6 tous les jours sur Saint-Sauveur - Châteauneuf-en-Thymerais, dépendant fortement des recettes. Malheureusement, le manque de matériel, les déraillements, fit que le public hésita longtemps à utiliser le tramway. On s'aperçut de problèmes de gestion : la section de Saint-Sauveur à Châteauneuf-en-Thymerais et ses 4 km devait disposer d'un atelier quasiment aussi bien équipé que les deux autres...
La section urbaine, de Lèves à Luisant fut moins malchanceuse. Disposant de son propre matériel, effectuant 7 aller-retour quotidiens, cette ligne connut un certain succès.
Fin 1899, la ligne Dreux - Brezolles a rapporté 1630 FF, celle de Saint-Sauveur - Châteauneuf-en-Thymerais 3950 FF et celle de Lèves - Bonneval 3300 FF.
Les bâtiments destinés aux voyageurs étaient de petits édicules de brique polychrome ornés de frises de terre cuite. Il n'y avait pas de bâtiment destiné aux marchandises sauf aux terminus, qui ont également des bâtiments voyageurs spécifiques. À part la ligne de Châteauneuf-en-Thymerais, construite sur la plateforme initialement destinée à une ligne à voie normale, les voies TEL sont établies en accotement de route. Le rayon minimal est de 80 m. La déclivité maximale est de 30 mm/m, à part aux traversées de Chartres (40 mm/m sur la butte des Charbonniers) et de Dreux.

Le premier réseau
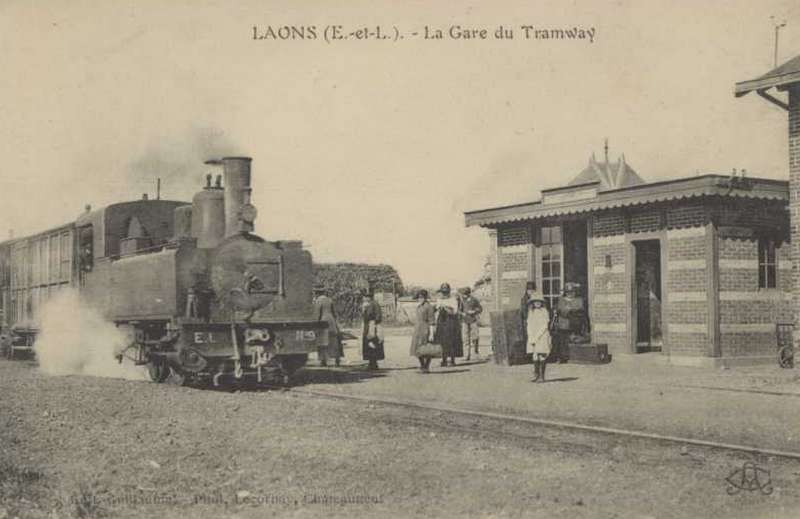
La gare de Laons, bâtiment et machine no 9 du premier réseau.
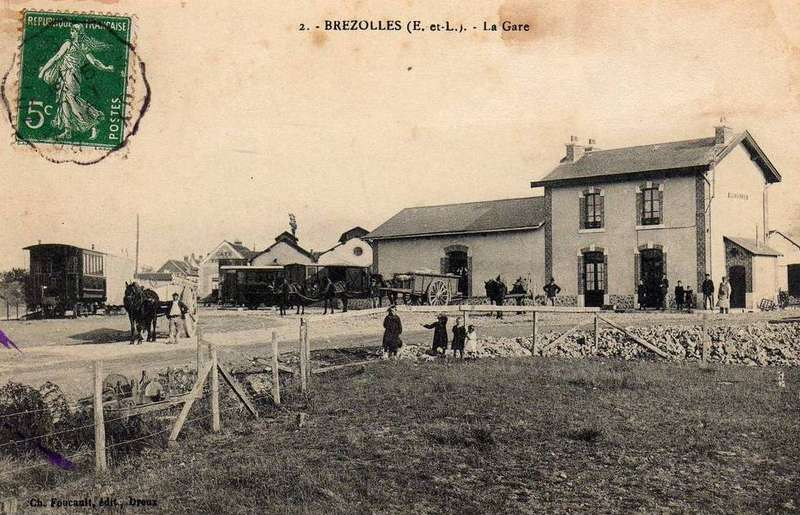
La gare de Brezolles.
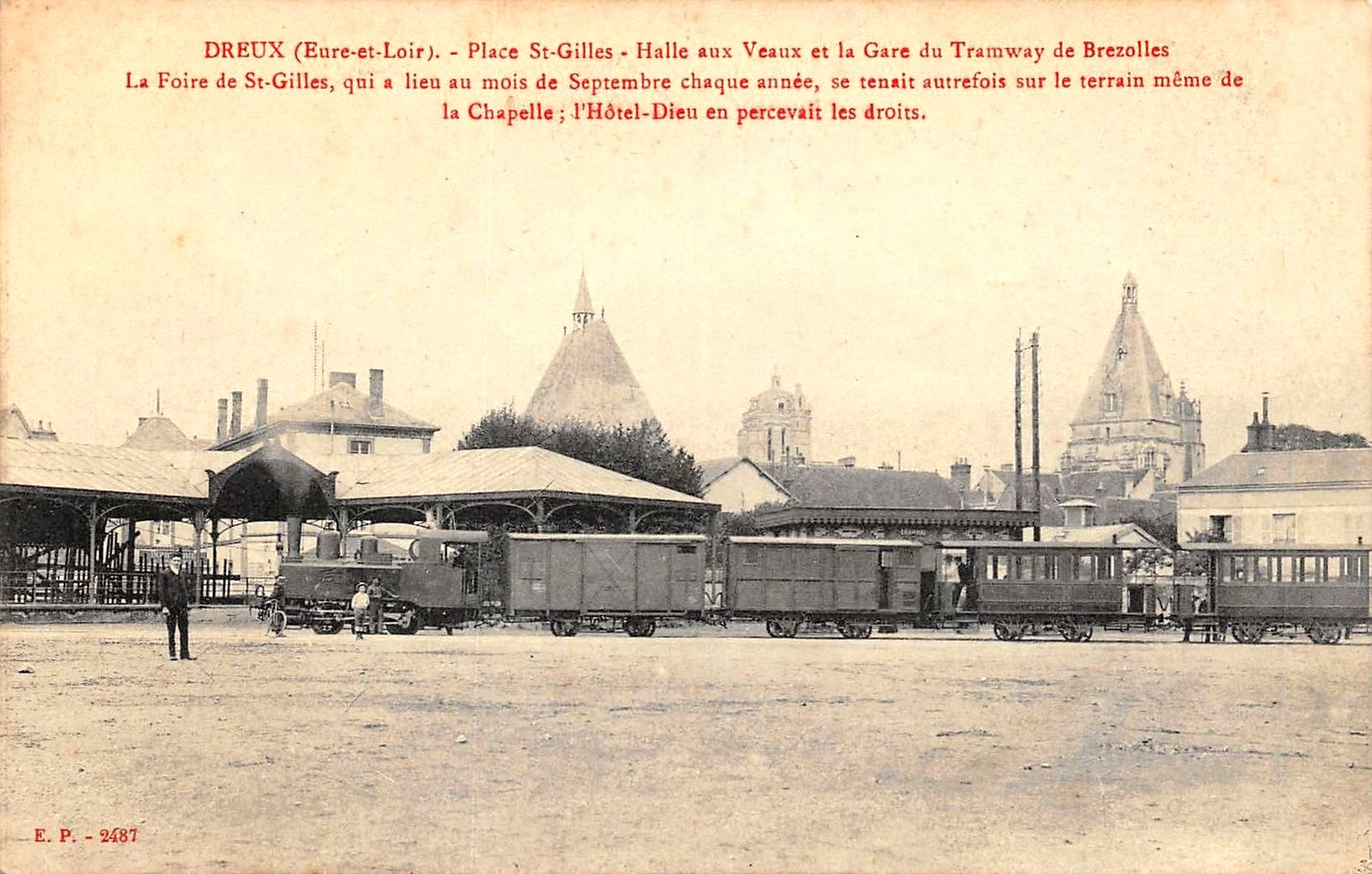
Dreux, la gare du tramway de Brezolles
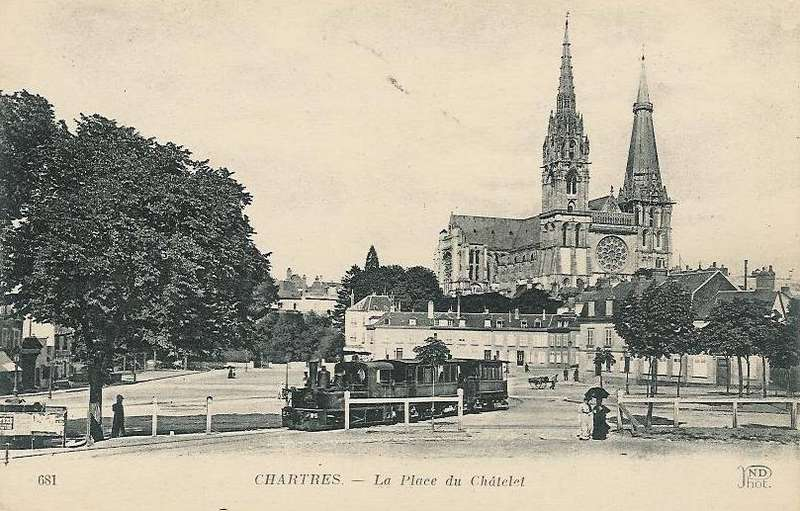
Le tramway à Chartres.
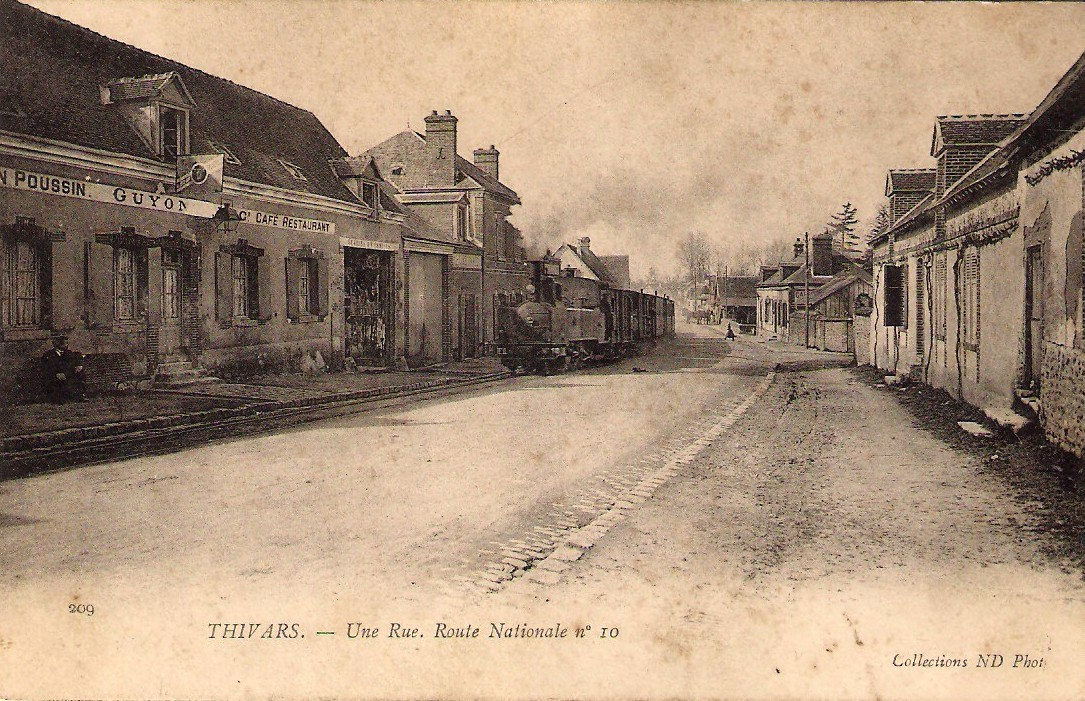
Le tramway à Thivars sur la RN 10 en direction de Bonneval.
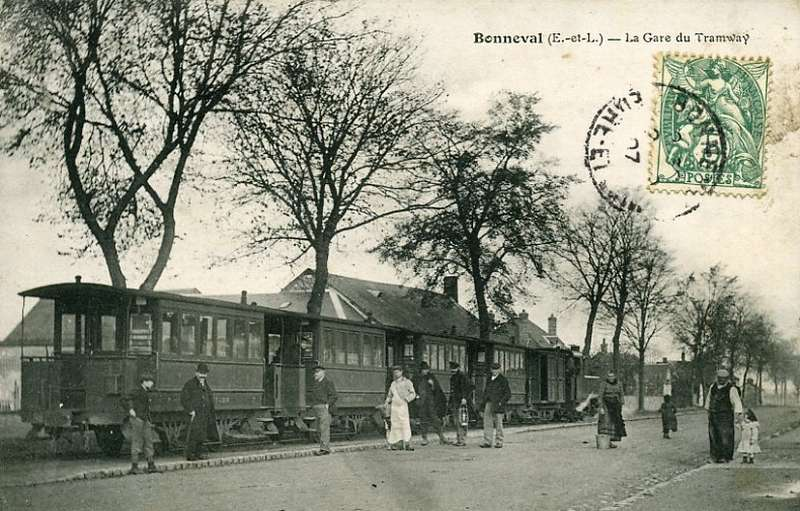
La gare de Bonneval.

### Second réseau
À peine le premier réseau mis en service, les conseillers généraux votaient la construction d'un agrandissement, mis en service à partir de 1907, plus cohérent, centré sur Chartres. Ils commandent également plus de matériel afin d'éviter les soucis d'exploitation rencontrés par le premier réseau.
Les lignes suivantes seront construites :
- Brezolles à Senonches ouverte le 15 août 1907 (17 km) ;
- Chartres à Angerville ouverte le 7 mai 1908 (45,8 km) ;
- Sours à Prunay-le-Gillon ouverte avec la précédente, car formant en fait un embranchement (5,5 km) ;
- Brou à Nogent-le-Rotrou ouverte le 10 juillet 1908 (35,9 km) ;
- Bonneval à Brou ouverte le 13 août 1908 (25,5 km).

Il est prévu au dernier moment d'y ajouter deux lignes, avec l'objectif de relier les différentes sections de réseau et d'y ajouter une certaine cohérence :
- Châteauneuf-en-Thymerais à Senonches (18,6 km) ;
- Digny à La Loupe (13,1 km).

Faute de crédits, ces deux lignes ne seront pas achevées. Seules les sections de Châteauneuf-en-Thymerais à Digny (8,8 km) et Digny à La Loupe (12,5 km finalement) seront construites, bien après les autres : en 1928 et 1931.
Ce second réseau apporte une correspondance à Angerville avec le Tramway de Pithiviers à Toury (TPT)
Tout comme pour le premier, la voie est construite en accotement de route, à part pour Brou - Nogent-le-Rotrou, dont la majeure partie était en site propre.
Les gares intègrent maintenant une partie halle aux marchandises, en plus du guichet et de la salle d'attente. Ces bâtiments sont construits à l'économie, ne devant pas dépasser les coûts de construction d'un bâtiment du premier réseau.
Une gare centrale des Tramways est construite à Chartres.
L'ensemble constitué se révèlera assez efficace jusqu'au 16 août 1914, date à partir de laquelle un certain nombre de matériels sont réquisitionnés. L'entretien de la voie sera suspendu sur l'ensemble du réseau.
Dans l'après guerre, l'exploitant a beaucoup de mal à remettre le réseau en service : le matériel est usé et la voie à beaucoup souffert du manque d'entretien.

Le second réseau
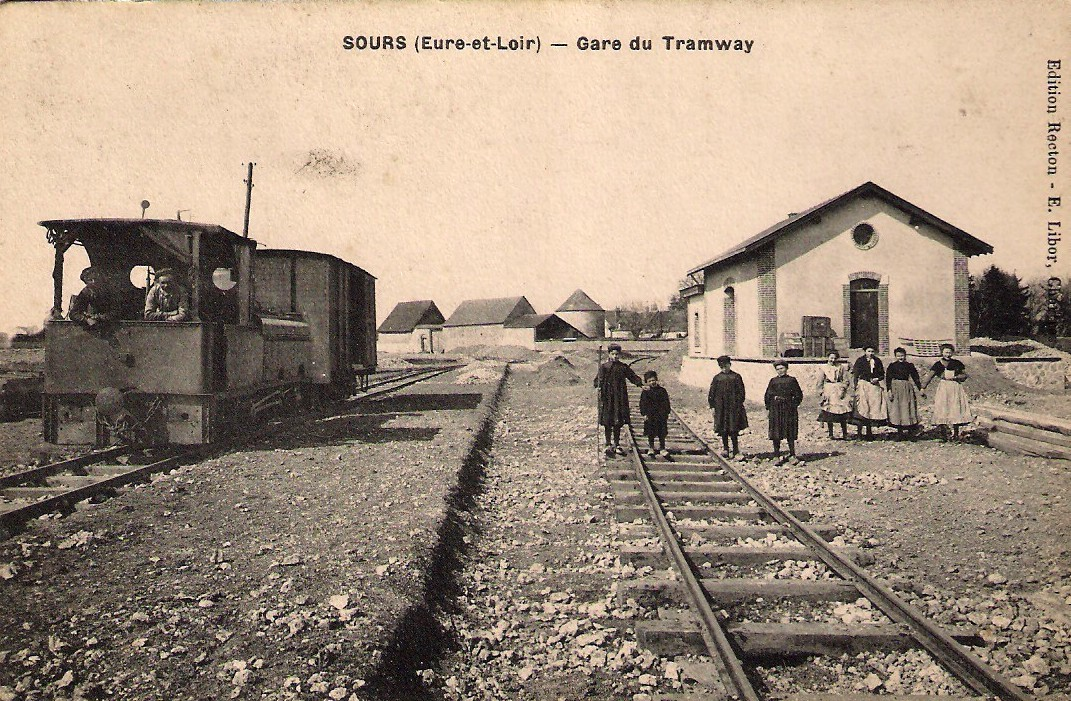
La gare de Sours alors en construction.
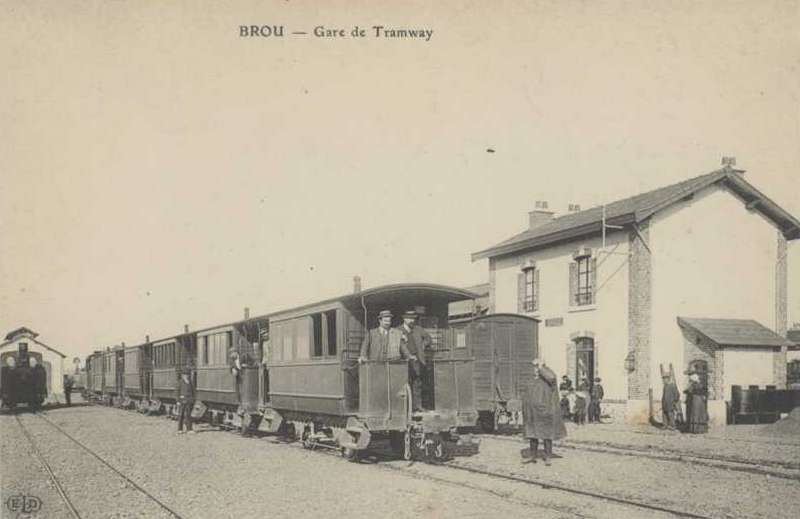
La gare de Brou.
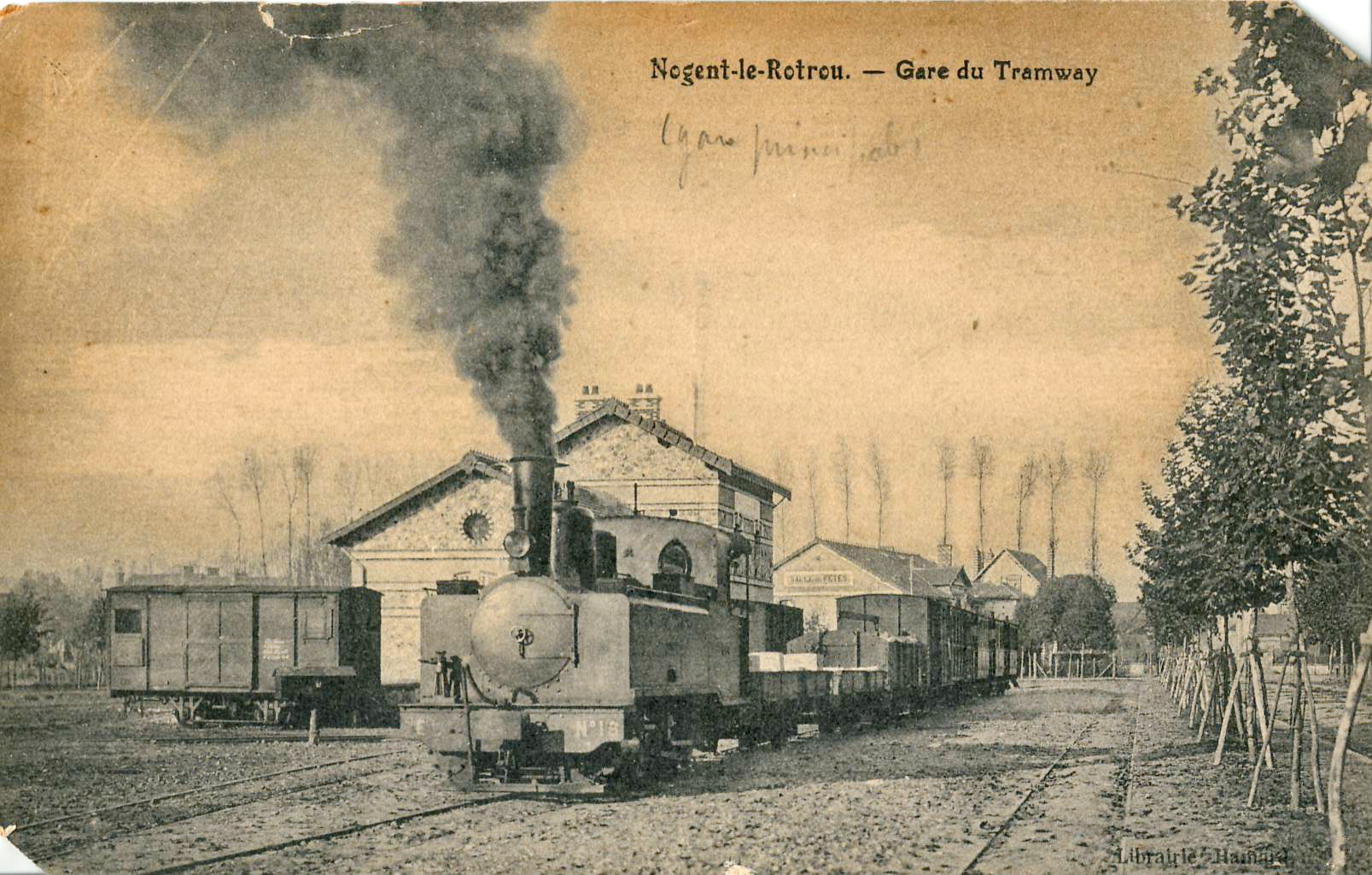
La gare de Nogent-le-Rotrou et locomotive no 18 en tête d'un train mixte, voyageurs - marchandises.
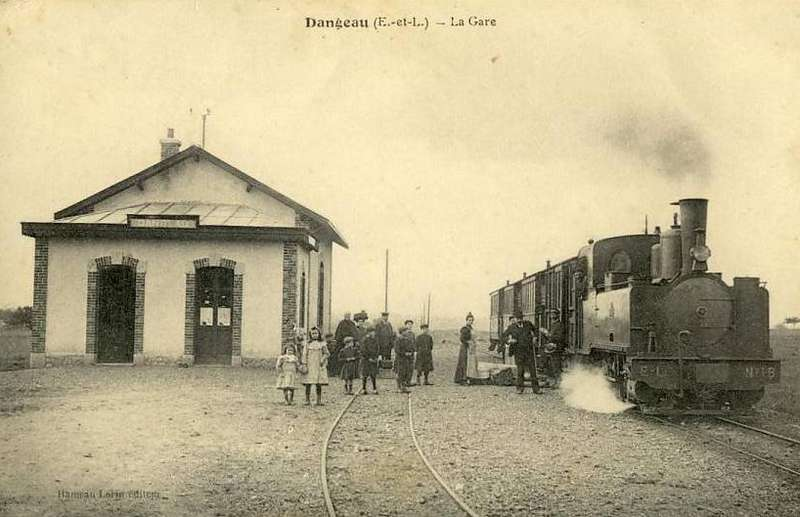
La gare de Dangeau, architecture du second réseau et locomotive no 13.

### Étude d'un troisième réseau
En séance du 3 octobre 1912, le conseil général demandait que des études soient faites pour compléter encore le réseau existant et répondre aux demandes de certaines communes. Interrompues par la Première Guerre mondiale, ces études ne débouchèrent pas sur une réalisation concrète, mais il était envisagé d'établir (au moins) trois nouvelles lignes  :
- Anet à Lèves, passant par Nogent-le-Roi ;
- Nogent-le-Roi à Saint-Sauveur ;
- Chartres à Patay.

Le réseau aurait alors comporté 593 km de voies, développement hors du commun pour l'économie du département. Ces lignes furent finalement concédées à la SGDT et exploitées par autocar.

## Lignes et gares

### Ligne de Lèves à Bonneval
La ligne de Lèves à Bonneval ouvre en 1899 (32,9 km), avec les gares ou haltes suivantes :
Chartres - Luisant - Thivars - Mignières - La Bourdinière - Vitray-en-Beauce - Bois de Feugères - Montboissier - Perruchay.

### Ligne de Dreux à Senonches
La ligne de Dreux à Senonches par Brezolles se décompose en deux sections :
- Dreux - Brezolles, ouverture en 1899 (23,8 km), avec les gares ou haltes suivantes :

Vieux Prés - Allainville - Garancières - Châtaincourt - Laons - Vitray-sous-Brezolles.
- Brezolles - Senonches, ouverture en 1907 (17 km), avec les gares ou haltes suivantes :

Crucey - Louvilliers-lès-Perche - Mesnil-Thomas.

### Ligne de Bonneval à Nogent-le-Rotrou
La ligne de Bonneval à Nogent-le-Rotrou par Brou comporte deux sections :
- Bonneval - Brou, ouverture en 1908 (25,5 km), avec les gares ou haltes suivantes :

Perruchay - Alluyes  - Saumeray - Dangeau - Brétigny-Bullou - Yèvres.
- Brou - Nogent-le-Rotrou, ouverture en 1908 (35,9 km), avec les gares ou haltes suivantes :

Dampierre-sous-Brou - Unverre - Moulhard - Luigny - Miermaigne - Beaumont-les-Autels - Vichères - Trizay.

### Ligne de Chartres à Angerville
La ligne de Chartres à Angerville présente à Sours un embranchement vers Prunay-le-Gillon.
- Chartres - Sours - Angerville, ouverture en 1908 (45,8 km), avec les gares ou haltes suivantes :

Place Morard - Sours - Francourville - Voise - Santeuil - Ouarville - Gouillons - Baudreville - Arnouville.
- Sours - Prunay-le-Gillon, ouverture en 1908 (5,5 km).

### Ligne de Saint-Sauveur à La Loupe
La ligne de Saint-Sauveur à La Loupe possède trois sections : 
- Saint-Sauveur - Châteauneuf-en-Thymerais, ouverture en 1899 (4,1 km) ;
- Châteauneuf - Digny, ouverture en 1928 (8,8 km) ;
- Digny - La Loupe, ouverture en 1932 (12,5 km).

Le centre du réseau était situé à Chartres, le dépôt et les ateliers se trouvaient à Lèves. Pour la ligne de Dreux à Senonches un dépôt existait à Brezolles.

## Le matériel
Acheté au fil des mises en service de lignes, le matériel des TEL est, à ses débuts, assez simple. Par la suite, du fait de la proximité de Paris et de la faible utilisation des lignes, on en fit un terrain d'expérimentation pour les premiers autorails. Tout le matériel comportait un attelage à tampon central et maille. Des essais d'attelage automatique Boirault furent effectués.
Tous les engins moteurs étaient équipés du frein à vide système Soulerin. Toutes les voitures et fourgons étaient équipés de cylindres de frein ainsi que du frein à vis. Un tiers environ du parc marchandises était également freiné, le reste disposant d'une conduite blanche.

### Locomotives à vapeur

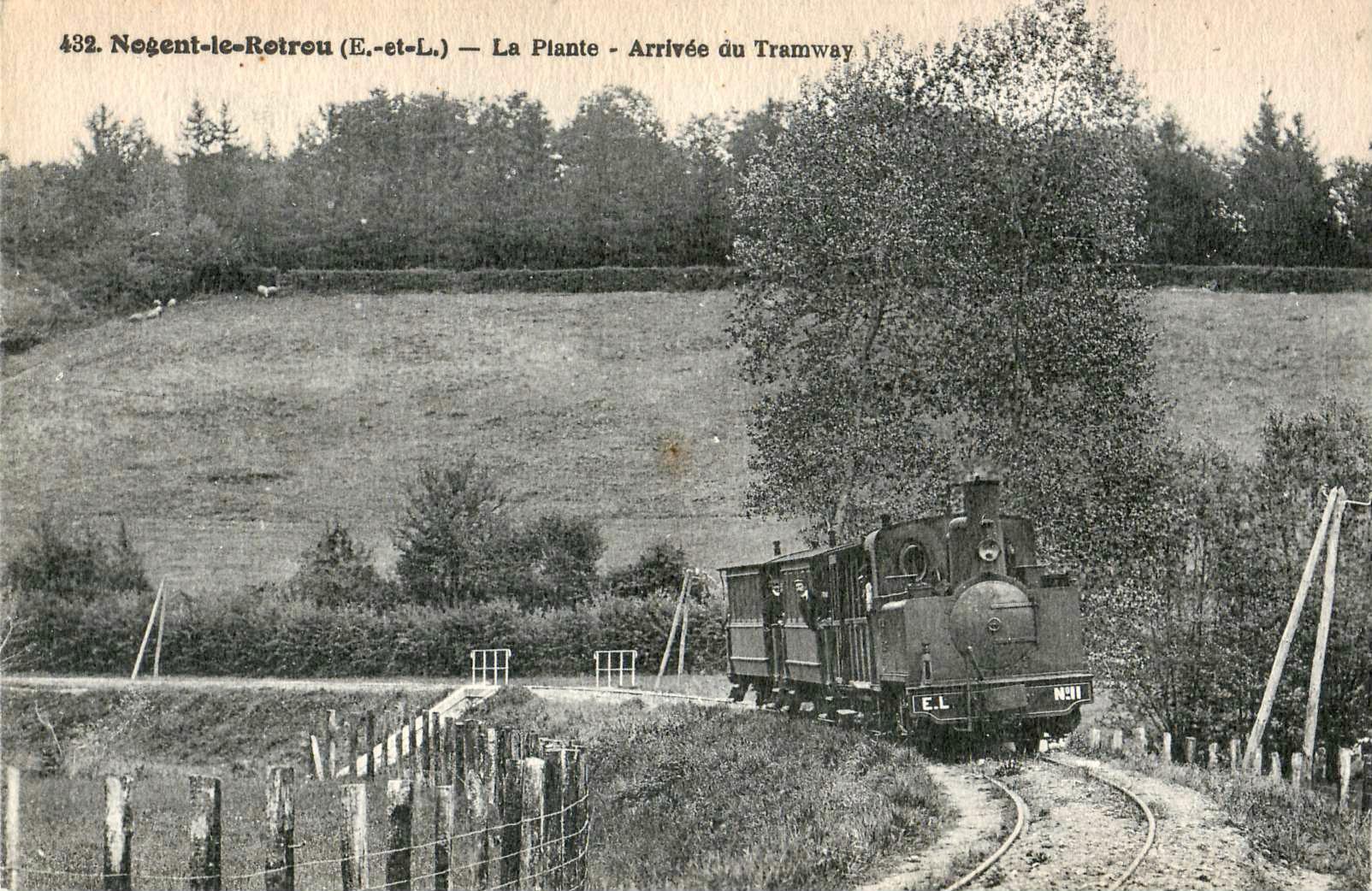
La Plante, 2 km avant Nogent-le-Rotrou.
Locomotive 030T Corpet-Louvet "Mignières" (no 856 de 1901), portant le no 11 des TEL

.Les locomotives à vapeur sont issues du catalogue Corpet-Louvet. Pour le premier réseau, 6 machines de 13 t à trois essieux et deux machines de 7 t à chaudière verticale sont commandées. Les deux machines à chaudière verticale ne se révèleront pas adaptée et le manque de matériel sur la branche de Bonneval provoquera en décembre 1900 une commande de trois machines supplémentaires: des 030T de 17 t, toujours chez Corpet-Louvet.
- N° 1 à 4, type 030T livrées par Corpet Louvet en décembre 1898, poids à vide 13 t;
- N° 5 et 6, type 030T livrées par Corpet Louvet en février 1899, poids à vide 13 t;
- N° 7 et 8, type 020T, (chaudière verticale), livrées par Corpet Louvet en mai 1899, poids à vide 7 t;
- N° 9 , type 030T, livrée par Corpet-Louvet en octobre 1900, poids à vide 17 t;
- N° 10, type 030T, livrée par Corpet-Louvet en novembre 1900, poids à vide 17 t;
- N° 11, type 030T, livrée par Corpet-Louvet en mars 1901, poids à vide 17 t;

Pour le second réseau, la compagnie choisit des encore une fois des machines Corpet-Louvet à trois essieux, de 17 t. Douze locomotives seront commandées et livrées entre 1906 et 1908, au fil des mises en service.
- N° 7, type 030T, livrée par Corpet-Louvet en mars 1906, poids à vide 17 t; (remplacement de la 7 de 1899)
- N° 8, type 030T, livrée par Corpet Louvet en juillet 1907, poids à vide 17 t; (remplacement de la 8 de 1899)
- N° 12, type 030T, livrée par Corpet-Louvet en juin 1906, poids à vide 17 t;
- N° 13 et 14, type 030T, livrées par Corpet-Louvet en août 1907, poids à vide 17 t;
- N° 15, type 030T, livrée par Corpet-Louvet en septembre 1907, poids à vide 17 t;
- N° 16, type 030T, livrée par Corpet-Louvet en septembre 1907, poids à vide 17 t;
- N° 17 et 18, type 030T, livrées par Corpet-Louvet en novembre 1907, poids à vide 17 t;
- N° 19, type 030T, livrée par Corpet-Louvet en février 1907, poids à vide 17 t;
- N° 20 et 21, type 030T, livrées par Corpet-Louvet en mai et juin 1907, poids à vide 17 t;

Pour l'exploitation de la ligne Châteauneuf-en-Thymerais à La Loupe, trois nouvelles machines seront commandées, du même type que celles du second réseau.
- N° 22 à 24, type 030T, livrées par Corpet-Louvet en mai 1914, poids à vide 17 t;

Enfin, après le changement d'exploitant, deux machines des Tramways de l'Aude (ex-n°6 et 28) d'un type très similaire à celles du second réseau furent envoyées sur le réseau des TEL.

### Autorails
L'exploitation des TEL s'est toujours révélée déficitaire, aussi la compagnie a essayé dès 1920 d'utiliser des autorails, nécessitant moins de personnel et d'un entretien peu onéreux.
Le premier véhicule, l'auto-sur-rail, Luc Court n'était qu'une camionnette montée sur châssis ferroviaire. Cet engin à 12 places fut en service tout l'été 1922 sur le service urbain mais arrêté dès l'hiver : une simple bâche protégeait les voyageurs des intempéries. Il fut muni début 1924 d'une caisse en bois tôlée et envoyé presque aussitôt sur le chemin de fer d'intérêt local du territoire de Belfort.
Fin 1922, les administrateurs du réseau essayaient un autorail de leur conception, issu de caisses de GMC. Deux exemplaires furent construits et assurèrent le service urbain en remplacement du prototype Luc Court. Ils furent achetés en l'échange de la vente de deux locomotives du premier réseau.
À la suite de ces différents essais, le département décida de reprendre les choses en main et de consulter les fournisseurs de l'époque. Berliet, Crochat, De Dion-Bouton et Renault proposèrent leurs solutions et, après démonstrations, Crochat reçut la commande d'un exemplaire similaire à l'AT1, récemment mis en service sur le tramway de Pithiviers à Toury. Cet engin fut remotorisé par le réseau et assurera différents services. Il terminera sa carrière sur la ligne Chartres - Angerville.
Après le changement d'exploitant, deux autorails Renault-Scémia LY arrivèrent du réseau des chemins de fer de la Banlieue de Reims, également exploité par la SGDT. Ceux-ci donnant satisfaction, un troisième autorail Renault du type NX fut commandé et reçu en 1931. Cet autorail fut vendu aux chemins de fer des Côtes-du-Nord à la fin de l'exploitation, tous les autres furent mis au rebut.

### Matériel remorqué
Commandé en même temps que les locomotives aux sociétés Blanc-Misseron et Verney, le matériel roulant fut limité , ce qui engendra de nombreux soucis d'exploitation. Le morcèlement du réseau entrainera des transferts réguliers de matériel d'une ligne à l'autre.
Après l'ouverture du premier réseau, on dénombrera ainsi 23 voitures et 5 fourgons. Les wagons n'étaient pas plus nombreux : 45 en tout. Ces wagons chargent de 5 à 10 t, selon le fabricant.
Pour le second réseau, on dimensionne un peu plus largement les besoins en matériel. Une voiture salon, 8 voitures mixtes (première/seconde), 34 de seconde classe et dix fourgons sont commandés. 108 wagons de divers types y furent ajoutés.
En 1930, du matériel racheté aux Tramways de l'Aude et au chemin de fer Pau Oloron Mauléon vint renforcer le parc marchandises.
Beaucoup plus curieux, trois paires de trucks porteurs furent construits en 1930 et utilisés sur la ligne Saint-Sauveur - Châteauneuf-en-Thymerais pour le transport de wagons du "grand réseau" à voie normale.

## Les compagnies exploitantes

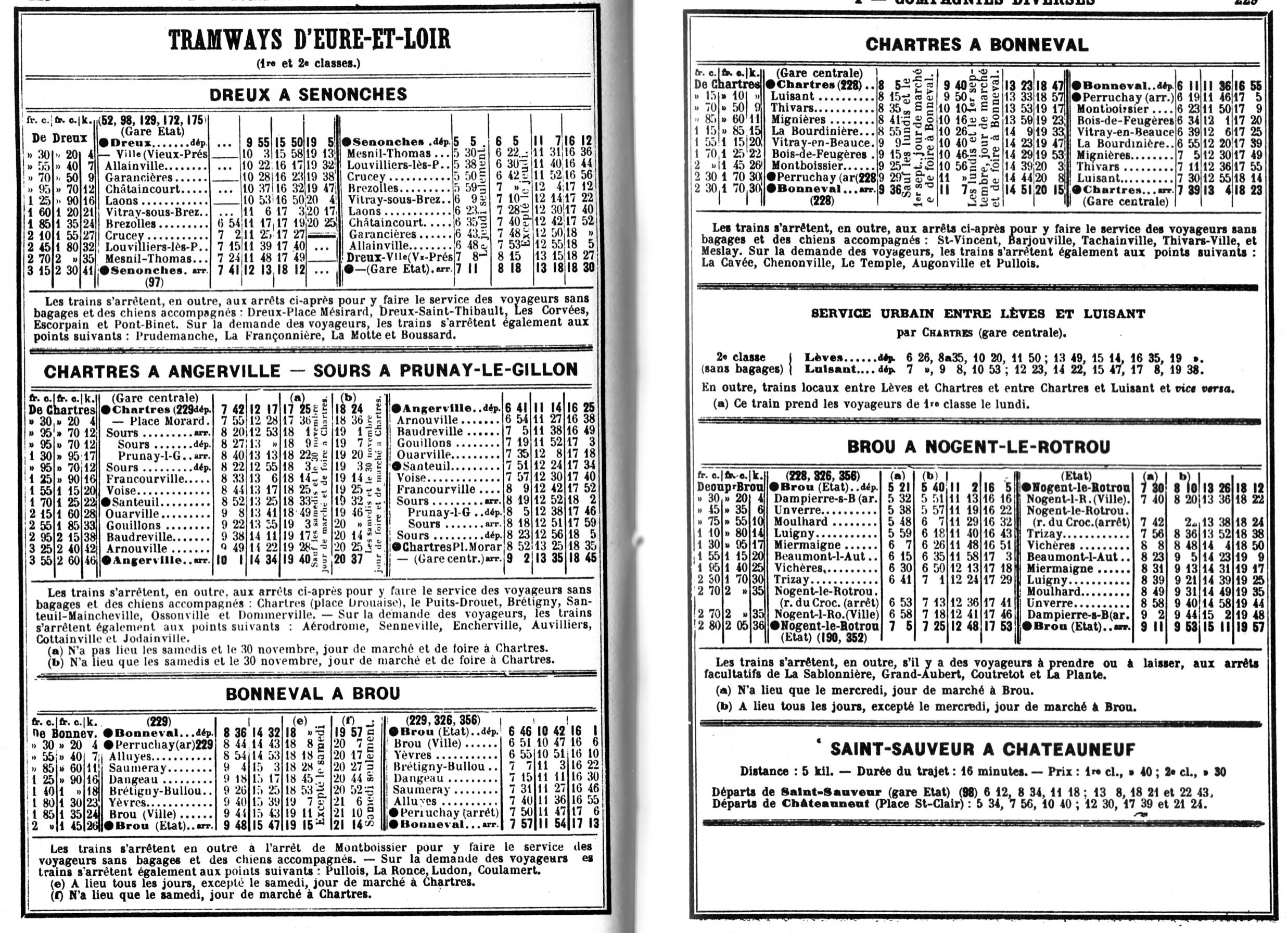
Les horaires du réseau en mai 1914.

Le groupe Baert-Verney se vit confier la concession du réseau le 11 mai 1896. Mais malgré l'expérience de ce groupe, le déficit d'exploitation devint tel à partir de 1925 que le département envisagea de racheter la concession pour enrayer une hausse exponentielle des tarifs. Le 22 juillet 1929, le conseil général décide en assemblée exceptionnelle de retirer la concession et recherche un nouvel exploitant.
La Société générale des transports départementaux (SGTD), qui venait de sortir le réseau des Chemins de fer de la Banlieue de Reims (CBR)  d'une situation critique et avait remporté, en 1925, le marché portant sur l'exploitation par autocars des lignes du troisième réseau, fut choisie. Un plan de choc est proposé au département et commence à se mettre en place. Faute de suivi de la part des pouvoirs publics, ce programme ne sera respecté qu'en partie.

## La fin
Dès 1931 le conseil général constate la désaffection de certaines lignes. La première supprimée sera Châteauneuf-en-Thymerais - La Loupe, fermée le 1er juillet 1932 : un an, seulement, après son ouverture. Un service d'autocars et de camions remplace le train.
En 1932, la quasi-intégralité des trains de voyageurs est transférée en service par autocar, à l'exception notable de Saint-Sauveur - Châteauneuf-en-Thymerais, exploité avec une automotrice. Les trains à vapeur ne circulent plus que pour les marchandises et en pointe (jours de marché, saison des blés et des betteraves).
En 1933, les tarifs marchandises des TEL ont fortement augmenté et le volume transporté diminue de 30 % par rapport à 1932 ce qui pousse l'exploitant à demander que des mesures soient prises : plus aucun train de voyageurs, exploitation ferroviaire limitée à Chartres - Angerville et Châteauneuf-en-Thymerais - Saint-Sauveur. De 212 km le réseau passe à 54.
L'année 1935 voit la suppression des dernières lignes. Après la saison betteravière, la ligne d'Angerville est déposée. La ligne de Saint-Sauveur est officiellement fermée, mais continue à être exploitée jusque fin 1936. L'ensemble des lignes sont déferrées en 1937.

## Actuellement

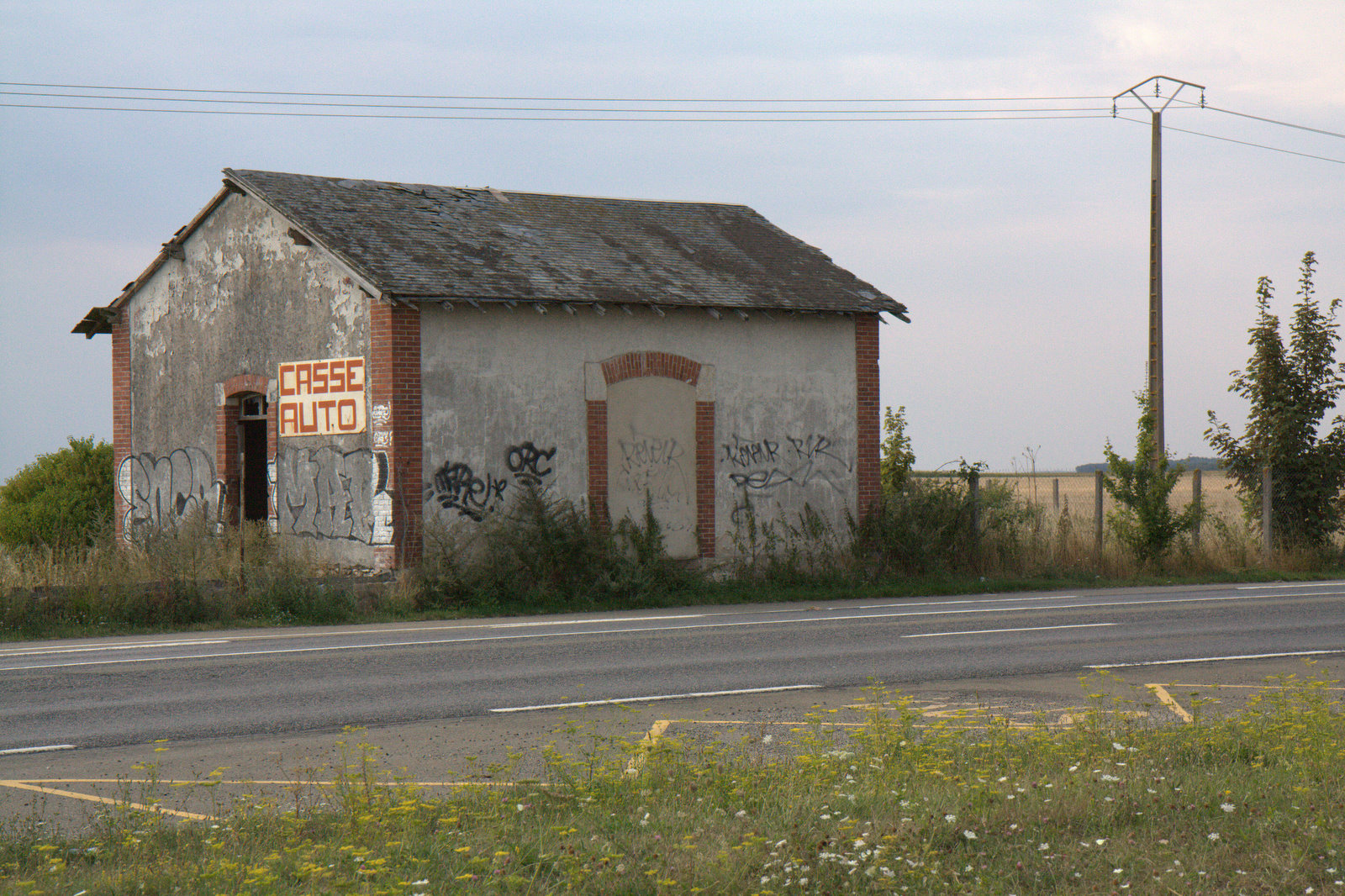
Ancienne station du tramway Bonneval - Chartres, à Montboissier, détruite durant l'hiver 2016-2017.

Après plus de 70 ans passés, les vestiges des Tramways d'Eure-et-Loir disparaissent. Le plus méconnu, mais le plus visible, reste le réseau d'autocars départementaux Transbeauce qui continue de suivre la plupart des lignes du tramway. Certains bâtiments sont aussi toujours en place, la quasi-totalité sur les lignes Chartres - Bonneval et Chartres - Angerville.
A Châteauneuf-en-Thymerais, la remise des TEL a été convertie en terrain de pétanque abrité et rénovée.
En gare de Brou, une remise pour la voie normale  remplace celle de la voie métrique.
La remise double de Brezolles est un restaurant.
À Chartres les ateliers centraux des TEL ont été remplacés par la cité administrative.